# Engenheiro Beltrão
Engenheiro Beltrão est une ville brésilienne de l'État du Paraná. Sa population était estimée à 14 303 habitants en 2014.

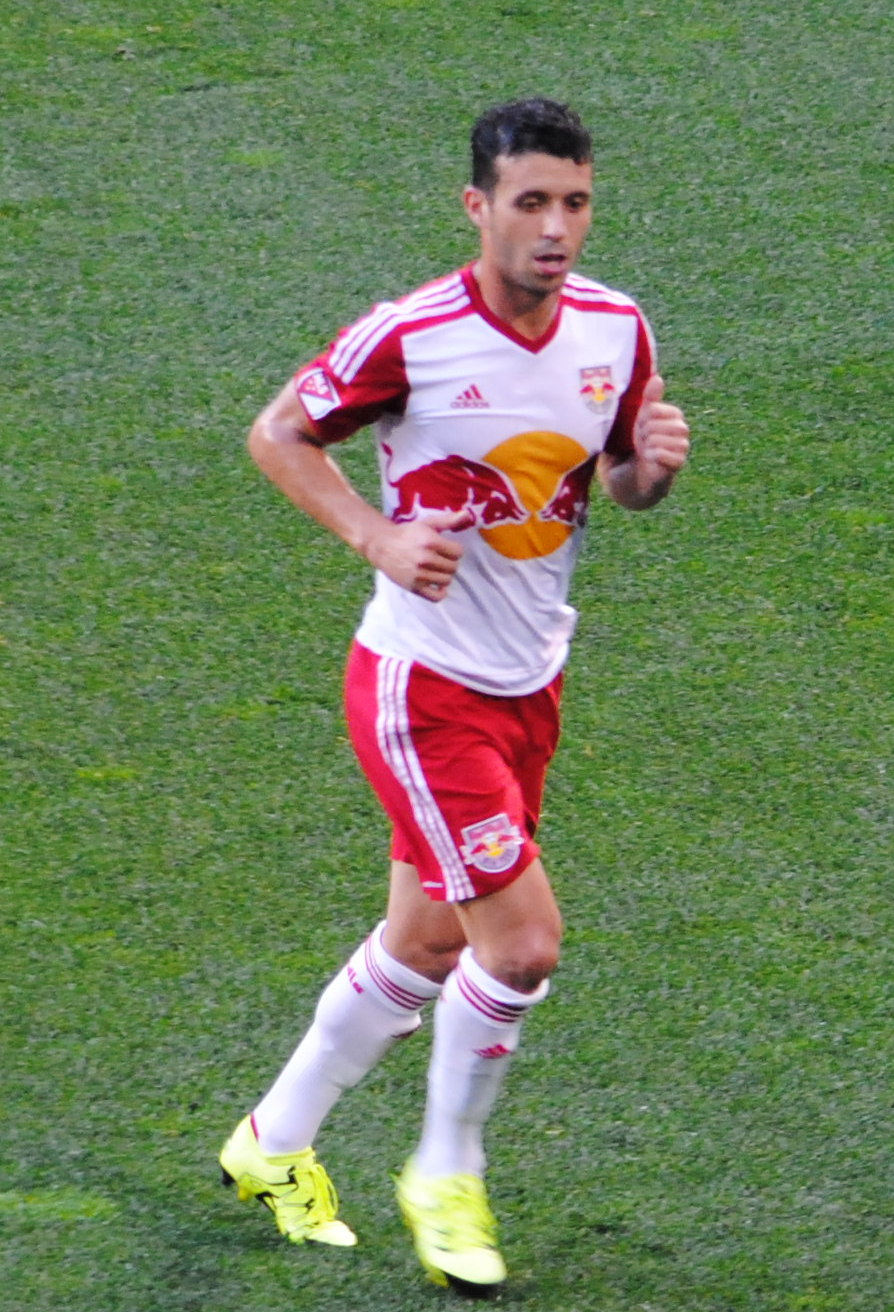
Le footballeur Felipe Campanholi Martins est né à Engenheiro Beltrão